# Т-34-Т
Т-34-Т — советский бронированный тягач. Разработан на базе среднего танка Т-34 на Уралвагонзаводе. Предназначен для эвакуации аварийных танков с поля боя из зоны действия огня противника.

## История создания
Тягач Т-34-Т разработан в 1957 году, в армию стал поступать с 1958 года.

## Описание конструкции

### Броневой корпус и башня
Корпус остался практически без изменений. Вместо подбашенного листа была установлена грузовая платформа. На подкрылках корпуса закреплялись длинные ящики с инструментом. Для толкания танков с помощью бревна на лобовые листы были приварены площадки. В передней части корпуса справа был смонтирован кран-стрела грузоподъёмностью 3 тонны. Кроме того на тягаче имелась лебёдка с тяговым усилием 14 тс. В некоторых вариантах Т-34-Т лебёдка отсутствовала.

### Вооружение
В качестве основного вооружения использовался модифицированный пулемёт Дягтерёва (ДТМ). Крепился пулемёт в шаровой опоре на лобовом листе.

### Ходовая часть
Ходовая часть и моторно-трансмиссионное отделение практически не имели изменений по сравнению с базовой машиной.

## Модификации
- Т-34-ТО — модификация Т-34-Т с комплектом такелажного оборудования для вытягивания застрявшей бронетехники[2].
- PB-34 — демилитаризованный вариант, изготовленный и предложенный чехословацким заводом «Татра». На бронекорпус Т-34 устанавливалось бульдозерное оборудование и кабина от грузовика «Tatra 813» (один демонстрационный образец был сделан в начале 1970 года)[3]

## Сохранившиеся экземпляры
Один из сохранившихся экземпляров можно увидеть в Новосибирском музее железнодорожной техники.